# Layne Staley
Layne Staley (Kirkland, 22. kolovoza 1967. – Seattle, 5. travnja 2002.), američki glazbenik najpoznatiji kao pjevač sastava Alice in Chains s kojim je postigao svjetsku slavu tijekom pokreta grunge. Bio je član i sastava Mad Season te Class of '99.
Nakon dugogodišnje ovisnosti, preminuo je u 35. godini života zbog predoziranja.